# Leonyid Viktorovics Szluckij
Leonyid Viktorovics Szluckij (Volgográd, 1971. május 4. –) korábbi orosz labdarúgó, edző.

## Fordítás
- Ez a szócikk részben vagy egészben  a   Leonid Slutsky (football) című angol Wikipédia-szócikk fordításán alapul.  Az eredeti cikk szerkesztőit annak laptörténete sorolja fel. Ez a jelzés csupán a megfogalmazás eredetét és a szerzői jogokat jelzi, nem szolgál a cikkben szereplő információk forrásmegjelöléseként.